# Stadio internazionale di Yokohama
Lo Stadio internazionale di Yokohama (横浜国際総合競技場?, Yokohama Kokusai Sōgō Kyōgi-jō), in inglese International Stadium Yokohama, è un impianto sportivo multifunzione che si trova a Yokohama, capoluogo della prefettura giapponese di Kanagawa.
Edificato a partire dal 1994 come parte del programma di costruzione di nuovi impianti per il campionato mondiale di calcio 2002, fu ultimato nel corso del 1997 e inaugurato il 1º marzo 1998; è idoneo sia allo svolgimento di riunioni di atletica leggera in ragione della pista regolamentare che circonda il campo di gioco, sia a incontri di calcio, football americano e rugby.
Progettato dagli studi di architettura Matsuda Hirata (MHS) e Tohata, con i suoi 72327 posti a sedere fu l'impianto più capiente del Giappone fino all'inaugurazione del nuovo stadio nazionale di Tokyo nel 2019.
Al 2021 è l'unico impianto del mondo, insieme allo Stade de France, ad avere ospitato sia la finale del campionato mondiale di calcio (la citata edizione del 2002) che quella della Coppa del Mondo di rugby (nel 2019); vi si tennero complessivamente, inoltre, dodici incontri – incluse entrambe le finali per l'oro – del torneo di calcio dei XXXII Giochi olimpici di Tokyo.
Sempre in ambito calcistico internazionale fu anche sede della finale della Confederations Cup 2001 nonché, a livello di club, di varie edizioni della FIFA World Club Cup.
Fu, anche, sede dell'edizione 2019 del World Relays, competizione ufficiale di atletica leggera a staffette.
Lo stadio appartiene al comune di Yokohama e ha un club residente, la formazione calcistica dello Yokohama F·Marinos.

## Storia
L'idea dello stadio affonda le radici negli anni ottanta, allorquando la città di Yokohama mise in cantiere, nel 1984, la progettazione di un parco multiservizi lungo le rive del fiume Tsurumi.
I primi progetti partirono nel 1992 e lo stadio nel 1994.
Lo stadio, inaugurato il 1º marzo 1998, costò circa 60,3 miliardi di yen (circa 460 milioni di euro al cambio 2021) e, con i suoi 72387 posti, era l'impianto sportivo più capiente del Paese.
Fu prevista una pista d'atletica regolamentare da 400 m a 9 corsie e un sistema di riscaldamento del prato con tubature d'acqua calda poste a 30 cm sotto il piano di gioco.
L'interno dello stadio vide realizzate altre strutture accessorie, tra le quali piscine per bambini profonde 30 cm, una per relax per adulti da 120 cm di profondità, una da idromassaggio da 90 cm e altre.
Il primo appuntamento internazionale nell'appena inaugurato stadio fu la Coppa Kirin 1998, quell'anno tenutosi in forma di triangolare, del quale Yokohama ospitò la gara del Giappone contro la Rep. Ceca; tre anni più tardi ospitò la Confederations Cup 2001, competizione che anticipava il mondiale di calcio che si sarebbe tenuto 12 mesi più tardi in Giappone e Corea del Sud; Yokohama accolse la semifinale del torneo tra Giappone e Australia e la successiva finale, in cui la Francia ebbe la meglio sui nipponici per 1-0 con un goal di Patrick Vieira.
Un anno più tardi ivi fu di scena il campionato mondiale di calcio nippo-coreano, che vide impegnato lo stadio in 4 incontri (2 della fae a gironi, una semifinale e la finale) per un totale complessivo di circa 260000 spettatori; nella gara per il titolo si affrontarono Brasile e Germania, prima d'allora mai incrociatesi nel mondiale nonostante i sette titoli complessivi all'epoca vantati; la vittoria arrise ai verdeoro sudamericani con il punteggio di 2-0 ottenuto grazie a una doppietta di Ronaldo.
A fine XX secolo erano attivi in città due club calcistici, Yokohama Marinos e Yokohama Flügels; la federazione ne decise nel 2000 l'accorpamento con il nome di Yokohama F·Marinos e assegnò l'International Stadium al nuovo club quale impianto interno.

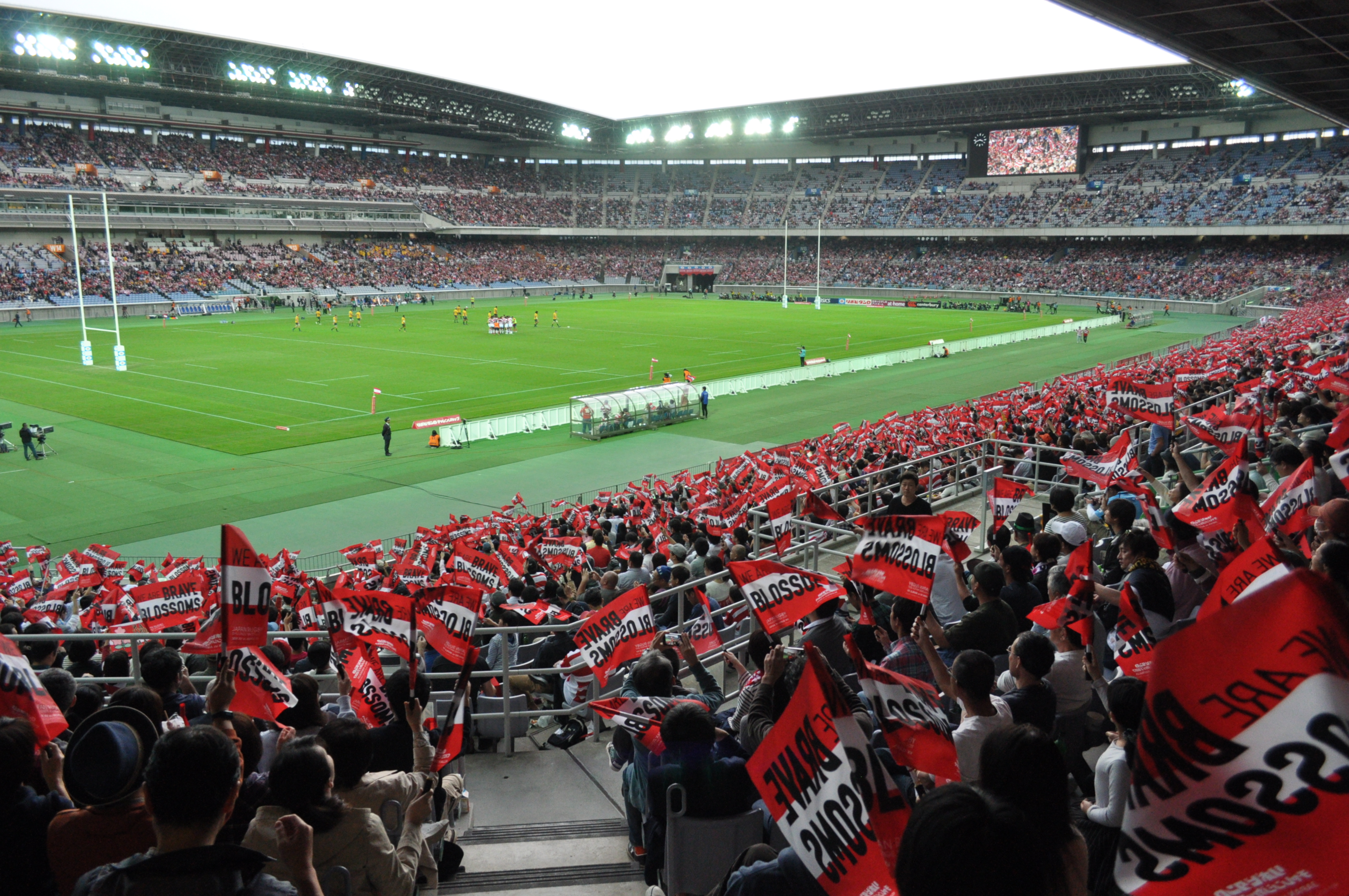
Lo stadio durante un test match di rugby tra e nel 2017

Dopo il campionato mondiale ereditò dallo stadio Olimpico di Tokyo la disputa della Coppa Intercontinentale che ivi si tenne per 3 stagioni consecutive fino alla sua soppressione nel 2004 e all'unificazione con la coppa del mondo per club FIFA, la finale della cui edizione 2005 si tenne ancora a Yokohama: in tale occasione i brasiliani del San Paolo sconfissero 1-0 gli inglesi del Liverpool per 1-0.
Dal 1º marzo precedente la città di Yokohama aveva un accordo con la casa automobilistica Nissan per la cessione dei diritti di naming dell'impianto, così rinominato Nissan Stadium dietro corrispettivo quadriennale di circa 470 milioni di yen (circa 3,6 milioni di euro) all'anno.
Al 2021 sono 8 le finali di coppa del mondo per club accolte nello stadio internazionale di Yokohama, la più recente nel 2016 tra il Real Madrid e la formazione giapponese del Kashima Antlers.
Nel 2009 fu assegnata al Giappone l'organizzazione della Coppa del Mondo di rugby 2019.
Yokohama non faceva parte originariamente delle città destinate ad accogliere il torneo, perché l'interesse era per il costruendo, ma ancora non realizzato, stadio olimpico di Tokyo.
Quando fu evidente che detta struttura non sarebbe mai stata completata in tempo utile per la competizione, lo stadio di Yokohama fu ripescato e financo designato come sede della gara di finale per il titolo.
Nel corso della competizione mondiale Yokohama ospitò, oltre alla finale, anche tre incontri della fase a gironi e le due semifinali.
Vi era previsto anche il big-match del girone C tra Inghilterra e Francia che, tuttavia, fu annullato e dichiarato 0-0 a causa del rischio sicurezza costituito dal tifone Hagibis, che batteva la costa meridionale del Paese e aveva già provocato le prime alluvioni e morti durante lo svolgimento del torneo.
Il 2 novembre 2019, davanti a 70103 spettatori, il Sudafrica si laureò campione del mondo battendo 32-12 l'Inghilterra; in tale data lo stadio di Yokohama divenne la seconda struttura sportiva al mondo ad avere ospitato la finale delle due massime competizioni mondiali di calcio e di rugby a 15; prima di esso soltanto lo Stade de France, costruito nello stesso periodo e sede della finale mondiale di calcio 1998 e di rugby 2007 (singolarmente con gli stessi due attori dello stadio giapponese, Inghilterra e Sudafrica).
Pochi mesi prima lo stadio aveva anche ospitato la sua prima grande manifestazione di atletica leggera, l'edizione 2019 del World Relays, competizione a squadre nazionali riservata a staffette.
Nel 2021 fu una delle sedi del torneo calcistico, sia maschile che femminile, dei Giochi olimpici di Tokyo, rinviati di un anno per via della pandemia di COVID-19 che fermò nel 2020 tutte le attività sportive internazionali.
Ospitò complessivamente 12 incontri (8 del torneo maschile e 4 di quello femminile) incluse entrambe le finali per la medaglia d'oro, in cui Brasile prevalse 2-1 sulla Spagna tra gli uomini e il Canada sulla Svezia ai rigori tra le donne.
Anche durante il torneo olimpico, così come durante la Coppa del Mondo di rugby, fu usato il nome International Stadium Yokohama privo di riferimenti commerciali.

## Realizzazione
Lo stadio, iniziato nel 1994, fu ultimato a dicembre 1997.
Capace all'epoca di 70366 posti, fu costruito su un'area golenale del vicino fiume Tsurumi: per evitare danni da possibili alluvioni il campo di gioco fu realizzato sopraelevato di circa 10 m rispetto al piano della riva, grazie a riporti di sabbia su cui giace il tappeto erboso.
Lo stadio, opera degli studi d'architettura Matsuda Hirata e Tohuata ed edificato dal costruttore edile Takenaka, è realizzato in cemento precompresso e assemblato in sito.
Il tetto, che copre circa i due terzi dei posti a sedere, non fu realizzato con la tecnica della piattaforma provvisoria da mantenere in opera per il tempo necessario l'edificazione della copertura, perché tale soluzione avrebbe impedito i lavori all'interno dello stadio.
Fu altresì deciso di sospendere il tetto ad alcuni tralicci messi in opera appositamente per la durata dei lavori, il che permise di lavorare in parallelo sia sul tetto che sulle gradinate, accorciando di circa due mesi i tempi di realizzazione.

## Incontri internazionali di rilievo

### Calcio
| Arbitro: | Ali Bujsaim |

|  |           |            |
|  | Marcatori | 30’ Vieira |

| Arbitro: | Pierluigi Collina |

|  |           |                  |
|  | Marcatori | 67’, 79’ Ronaldo |

| Arbitro: | Chris Beath |

|                         |           |               |
| Cunha 45+2’ Malcom 108’ | Marcatori | 61’ Oyarzabal |

| Arbitro: | Anastasija Pustovojtova |

|                                                |                      |                                          |
| Blackstenius 34’                               | Marcatori            | 67’ (rig.) Fleming                       |
| Asllani Björn Schough Anvegård Seger Andersson | Tiri di rigore 2 – 3 | Fleming Lawrence Gilles Leon Rose Grosso |

### Rugby a 15
| Arbitro: | Jérôme Garcès |

|                            |      |                                        |
|                            | mt   | 66’ Mapimpi 74’ Kolbe                  |
|                            | tr   | 66’, 74’ Pollard                       |
| Farrell 23’, 35’, 52’, 60’ | c.p. | 10’, 26’, 39’, 40+3’, 46’, 58’ Pollard |